# 朗杜济拉维尔
朗杜济拉维尔（法語：Landouzy-la-Ville，法語發音：[lɑ̃duzi la vil]）是法国上法蘭西大區埃纳省的一个市镇，属于韦尔万区。

## 地理
朗杜济拉维尔（49°51'40"N, 4°2'55"E）面积15.76 平方千米，位于法国上法蘭西大區埃纳省，该省份为法国北部内陆省份，北起北部省，西接索姆省和瓦兹省，东临阿登省和马恩省，西南至塞纳-马恩省，东北部与比利时接壤。
与朗杜济拉维尔接壤的市镇（或旧市镇、城区）包括：比西伊、埃帕尔西、拉埃里、让特、朗杜济拉库尔、蒂耶拉什地区奥里尼、普洛米永。

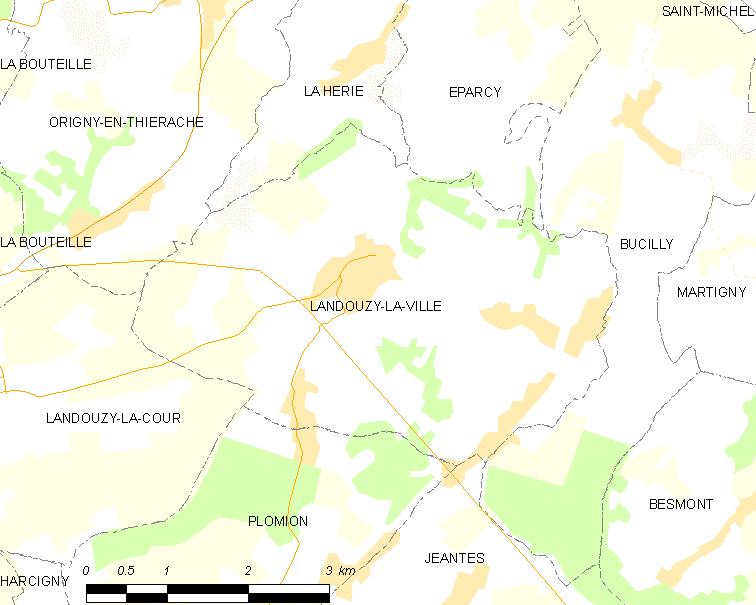
朗杜济拉维尔的OSM定位图

朗杜济拉维尔的时区为UTC+01:00、UTC+02:00（夏令时）。

## 行政
朗杜济拉维尔的邮政编码为02140，INSEE市镇编码为02405。

## 政治
朗杜济拉维尔所属的省级选区为伊尔松县。

## 人口

1962-2008年间朗杜济拉维尔人口变化图示

朗杜济拉维尔于2022年1月1日时的人口数量为514人。